# Massachusetts
Massachusetts [mæsəˈtʃuːsɪts]ⓘ (offiziell Commonwealth of Massachusetts) ist ein Bundesstaat im Nordosten der Vereinigten Staaten von Amerika und Teil der Region Neuengland. Er grenzt im Osten an den Atlantischen Ozean und den Golf von Maine, im Süden an Connecticut und Rhode Island, im Norden an New Hampshire und Vermont und im Westen an New York. Massachusetts ist flächenmäßig der siebtkleinste Bundesstaat und mit einer Bevölkerung von rund 7,1 Millionen Einwohnern der bevölkerungsreichste Bundesstaat in Neuengland, der 16. bevölkerungsreichste in den USA insgesamt und auf Platz drei der am dichtesten besiedelten Staaten hinter New Jersey und Rhode Island.
Der Name Massachusetts ist vom Wort der Massachusett-Sprache [mass-adschu-s-et] abgeleitet und bedeutet ‚beim großen Hügelchen‘ oder ‚beim kleinen, großen Hügel‘, sinngemäß in etwa ‚bei den großen Hügeln‘. Er bezeichnet sehr wahrscheinlich den Great Blue Hill, einen Hügel im Blue Hills Reservation-State-Park, etwa 15 km südwestlich von Boston. Die Bezeichnung taucht zum ersten Mal in Captain John Smiths Buch A Description of New England (1616) auf. Der Beiname von Massachusetts ist Bay State (Staat an der Bucht).
Trotz seiner geringen Größe weist Massachusetts zahlreiche topografisch ausgeprägte Regionen auf. Die große Küstenebene am Atlantischen Ozean im östlichen Teil des Bundesstaates beherbergt den Großraum Boston mit dem größten Teil der Bevölkerung des Bundesstaates sowie die charakteristische Halbinsel Cape Cod. Im Westen liegt die hügelige, ländliche Region von Zentralmassachusetts und dahinter das Tal des Connecticut River. Entlang der westlichen Grenze von West-Massachusetts liegt der höchstgelegene Teil des Bundesstaates, die Berkshires, die einen Teil des nördlichen Endes der Appalachen bilden.
Die Hauptstadt und bevölkerungsreichste Stadt des Bundesstaates sowie das kulturelle und finanzielle Zentrum ist Boston, eine der ältesten Städte des Landes. Weitere Großstädte sind Worcester, Springfield und Cambridge. Der Großraum Greater Boston ist der größte Ballungsraum Neuenglands und Zentrum einer Region, die einen großen Einfluss auf die amerikanische Geschichte, die Wissenschaft und die Forschungswirtschaft hat. Massachusetts ist für seinen sozialen und politischen Fortschritt bekannt, es ist der einzige US-Bundesstaat mit einem Gesetz über das Recht auf eine Unterkunft und der erste US-Bundesstaat und eine der ersten Regionen der Welt, die die gleichgeschlechtliche Ehe gesetzlich anerkannte. Die Harvard University in Cambridge ist die älteste Hochschule der Vereinigten Staaten und verfügt über die größte finanzielle Ausstattung aller Universitäten der Welt. Sowohl Harvard als auch das MIT (Massachusetts Institute of Technology), das sich ebenfalls in Cambridge befindet, gehören zu den angesehensten akademischen Einrichtungen der Welt. Auch die Schüler der öffentlichen Schulen in Massachusetts gehören zu den besten der Welt, was ihre akademischen Leistungen angeht.
Massachusetts war ein Ort der frühen englischen Kolonisierung Amerikas. Die Kolonie Plymouth wurde 1620 von den Pilgern der Mayflower gegründet. Im Jahr 1630 gründete die Massachusetts Bay Colony, die ihren Namen von den Ureinwohnern Massachusetts erhielt, auch erste Siedlungen wie Boston und Salem. Im Jahr 1692 erlebten die Stadt Salem und die umliegenden Gebiete einen der berüchtigtsten Fälle von Massenhysterie in Amerika, die Salemer Hexenprozesse. Im späten 18. Jahrhundert wurde Boston wegen der dortigen Unruhen, die später zur amerikanischen Revolution führten, als „Wiege der Freiheit“ bekannt. Im Jahr 1786 beeinflusste der Shays-Aufstand, ein von unzufriedenen Veteranen des Amerikanischen Unabhängigkeitskriegs angeführter Volksaufstand, den Verfassungskonvent der Vereinigten Staaten. Ursprünglich von Landwirtschaft, Fischerei und Handel abhängig, wandelte sich Massachusetts während der Industriellen Revolution zu einem wichtigen Produktionszentrum. Vor dem Amerikanischen Bürgerkrieg war der Bundesstaat ein Zentrum der Abolitionisten-, Abstinenzler- und Transzendentalisten-Bewegung. Im 20. Jahrhundert verlagerte sich die Wirtschaft des Bundesstaates von der verarbeitenden Industrie vermehrt auf den Dienstleistungssektor, und im 21. Jahrhundert ist Massachusetts weltweit führend in der Biotechnologie und zeichnet sich auch in den Bereichen künstliche Intelligenz, Ingenieurwesen, Hochschulbildung, Finanzen und Seehandel aus.
Heute ist Massachusetts der am besten ausgebildete und einer der am höchsten entwickelten und wohlhabendsten US-Bundesstaaten. Er steht an erster Stelle, wenn es um den Prozentsatz der Bevölkerung ab 25 Jahren geht, die entweder einen Bachelor-Abschluss oder einen höheren Abschluss haben. Massachusetts steht ebenfalls an erster Stelle des American Human Development Index und des Standard Human Development Index, an erster Stelle des Pro-Kopf-Einkommens und an erster Stelle des Median-Einkommens, sowohl pro Haushalt als auch pro Person. Folglich steht Massachusetts in der Regel an der Spitze der US-Bundesstaaten, aber auch an der Spitze der teuersten Bundesstaaten in Bezug auf die Lebenshaltungskosten.

## Geografie

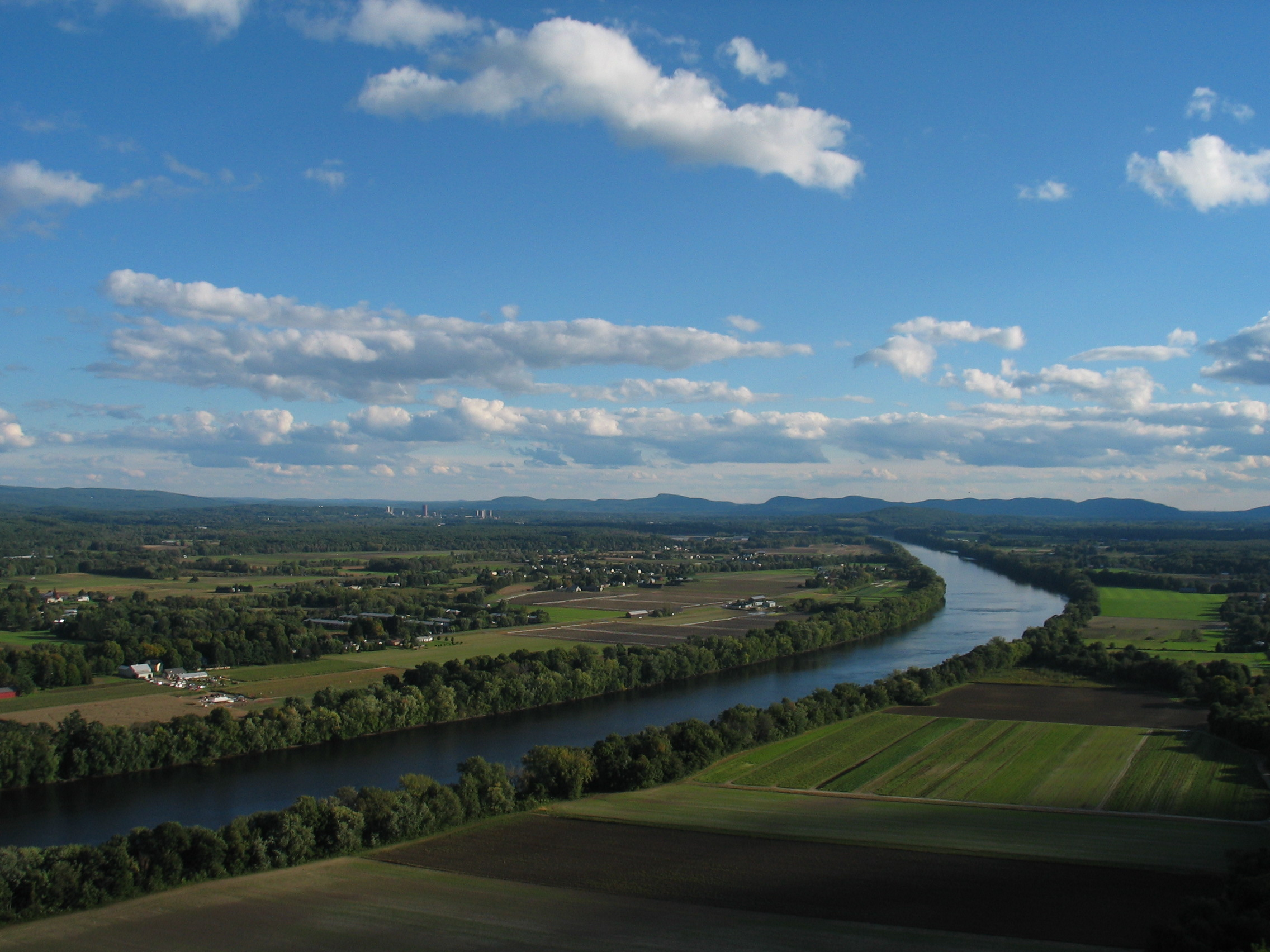
Tal der Pioniere südlich des Mount Sugarloaf bei South Deerfield mit dem Connecticut River

Massachusetts liegt in der Massachusetts Bay, grenzt im Norden an New Hampshire und Vermont, im Westen an New York, im Süden an Connecticut und Rhode Island. Im Osten liegt der Atlantische Ozean. Die Inseln Martha’s Vineyard und Nantucket liegen an der südöstlichen Küste. Die größte Stadt ist Boston. Zu den anderen großen Städten gehören Cambridge, New Bedford, Worcester, Lowell, Springfield und Pittsfield. Höchster Punkt von Massachusetts ist der Mount Greylock im Berkshire County (1.063 m). Die Halbinsel im Südosten von Massachusetts heißt Cape Cod und ist ein beliebter Sommerurlaubsort. Dort befindet sich die Cape Cod National Seashore.
Der Bundesstaat hat eine Gesamtfläche von 27.336 km², Gewässer nehmen davon 7.031 km² ein.

### Gliederung
- Liste der Countys in Massachusetts

## Bevölkerung

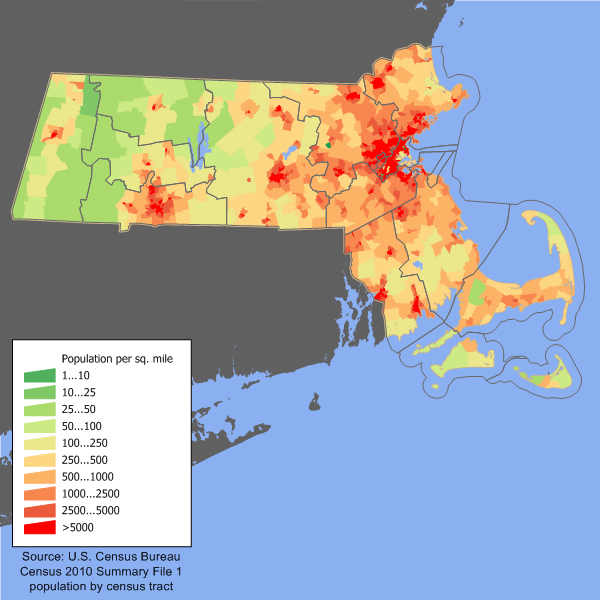
Bevölkerungsdichte

Die Einwohnerzahl im Jahr 2010 betrug 6.547.629. Davon waren 80,4 % Weiße, 6,6 % Afroamerikaner, 5,3 % Asiaten, 0,3 % Indianer und 9,6 % Hispanics oder Latinos, die zu jeder Ethnie zählen können.

### Religionen
Die mitgliederstärksten Religionsgemeinschaften im Jahr 2000 waren die Katholische Kirche mit 3.092.296, die United Church of Christ mit 121.826 und die anglikanische Episcopal Church mit 98.963 Anhängern. Die jüdischen Gemeinden zählten rund 275.000 Mitglieder.

### Größte Städte
| Ort         |             |  |         | Einwohner |
| Boston      | Boston      |  | 675.647 | 675.647   |
| Worcester   | Worcester   |  | 206.518 | 206.518   |
| Springfield | Springfield |  | 155.929 | 155.929   |
| Cambridge   | Cambridge   |  | 118.403 | 118.403   |
| Lowell      | Lowell      |  | 115.554 | 115.554   |
| Brockton    | Brockton    |  | 105.643 | 105.643   |
| Quincy      | Quincy      |  | 101.636 | 101.636   |
| Lynn        | Lynn        |  | 101.253 | 101.253   |
| New Bedford | New Bedford |  | 101.079 | 101.079   |
| Fall River  | Fall River  |  | 94.000  | 94.000    |
| Lawrence    | Lawrence    |  | 89.143  | 89.143    |
| Newton      | Newton      |  | 88.923  | 88.923    |
| Somerville  | Somerville  |  | 81.045  | 81.045    |
| Census 2020 |             |  |         |           |

## Geschichte

### Frühgeschichte
Die ältesten menschlichen Spuren lassen sich auf etwa 10.500 v. Chr. datieren. Zu dieser Zeit lag Massachusetts südlich des nordamerikanischen Eispanzers, der sich mit dem Ende der Eiszeit auflöste. Um 8000 v. Chr. verschwand die Megafauna und den paläoindianischen Kulturen folgten die archaischen. Dabei unterscheidet man drei Phasen, nämlich die frühe, mittlere und späte Phase, deren Grenzen um 6000 und 4000 v. Chr. angesetzt werden. Die späte Phase reicht bis etwa 1500 v. Chr.
Das Stadtgebiet von Boston weist als früheste Siedlungsspuren solche aus der Zeit um 5000 v. Chr. auf.
Als die ersten Europäer in die Region kamen, lebten am Küstensaum bis ins Hinterland zahlreiche Stämme der Algonkin-Sprachgruppe wie die Wampanoag, Massachusett, Nauset, Nantucket, Pennacook, Pokanoket und Pocasset. In der südlichen Mitte von Massachusetts lebten die Mohegan, zu denen die Nipmuck und Pequot gehörten, während im Westen die Mohican lebten, zu denen die Pocumtuc gehörten. Heute sind nur die Wampanoag als Stamm anerkannt, doch gibt es daneben noch fünf weitere Stämme: den Chappaquiddick Tribe of the Wampanoag Indian Nation um Andover, die Chappiquiddic Band of Massachusett um Pocasset, die Cowasuck Band of the Pennacook-Abenaki People um Franklin, den Hassanamisco Nipmuc Tribe in der Hassanamisco Reservation und den Mashpee Wampanoag Tribe Mashpee.

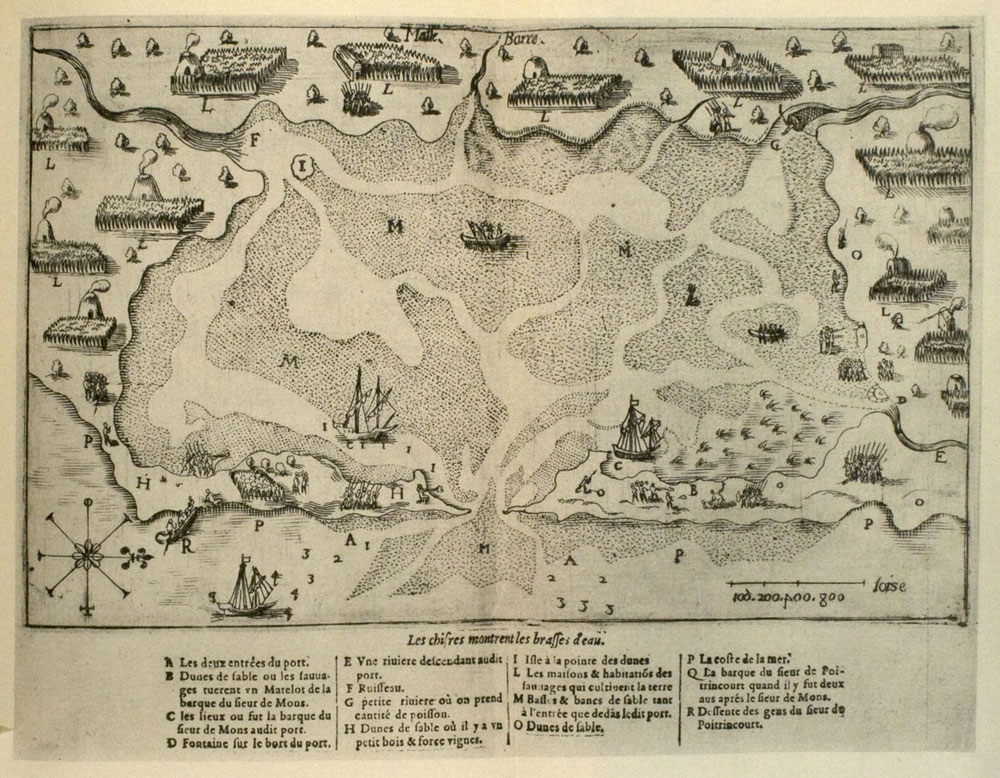
Champlains Karte vom Nauset-Hafen, 1605

### Erste Europäer, Epidemien
Samuel de Champlain traf 1606 am Cape Cod auf die Nauset. Kapitän Thomas Hunt nahm 1614 sieben Nauset und zwanzig Patuxet gefangen und verkaufte sie als Sklaven. Die Nauset begegneten den Europäern zunächst feindlich, verbündeten sich aber bald mit ihnen und wurden Christen. Mooney schätzte 1928, dass es 1605 rund 1200 Nauset gegeben hat. 1621 gab es noch rund 500 und 1674 noch 462 Nauset. Sie sammelten sich in Mashpee, wo sie bis heute leben.
1614 besegelte John Smith als erster Europäer die Region. 1617 fielen die Massachusett, deren Zahl Mooney im Jahr 1628 auf 3000 schätzte, einer schweren Epidemie zum Opfer; gleichzeitig lagen sie im Krieg mit ihren nordöstlichen Nachbarn. 1631 zählten sie nur noch 500 Angehörige. Die etwa 500 Nipmuck verbündeten sich 1675 im König-Philipp-Krieg gegen die Kolonisten; sie mussten danach an den Hudson River oder nach Kanada fliehen. Ähnlich erging es den Pocumtuc, die nach Norden flohen, und den Pennacook. Ab 1675 war Indianern der Zugang nach Boston durch ein Gesetz verboten, das erst 2005 aufgehoben wurde.

### Puritaner
1620 gründeten Engländer im Südosten des späteren Bundesstaats die Plymouth Colony, die bis 1691 bestand. Neun Jahre später wurde von englischen Puritanern die Massachusetts Bay Colony gegründet. 1630 gründete eine weitere Puritanergruppe Boston. Die beiden daraus entstandenen Kolonien wurden 1691 vereinigt.
Besonders John Eliot (1604–1690) trieb die Mission unter den Indianern voran. Sie wurden in separaten Dörfern gesammelt, doch fielen sie dort Krankheiten, die von Europäern eingeschleppt wurden, zum Opfer. Nur die Nachkommen aus Punkapog leben bis heute in Canton, Mattapan und Mansfield. Für die Housatonic, einen Stamm der Mahican, der sowohl mit den aufständischen Kolonien gegen die britische Kolonialmacht als auch zuvor mit ihnen gegen die Franzosen verbündet war, wurde 1739 Stockbridge im Westen von Massachusetts errichtet, wo eine Missionsstation bestand; dennoch wurden sie später in den Bundesstaat New York umgesiedelt.

### Ab dem 18. Jahrhundert

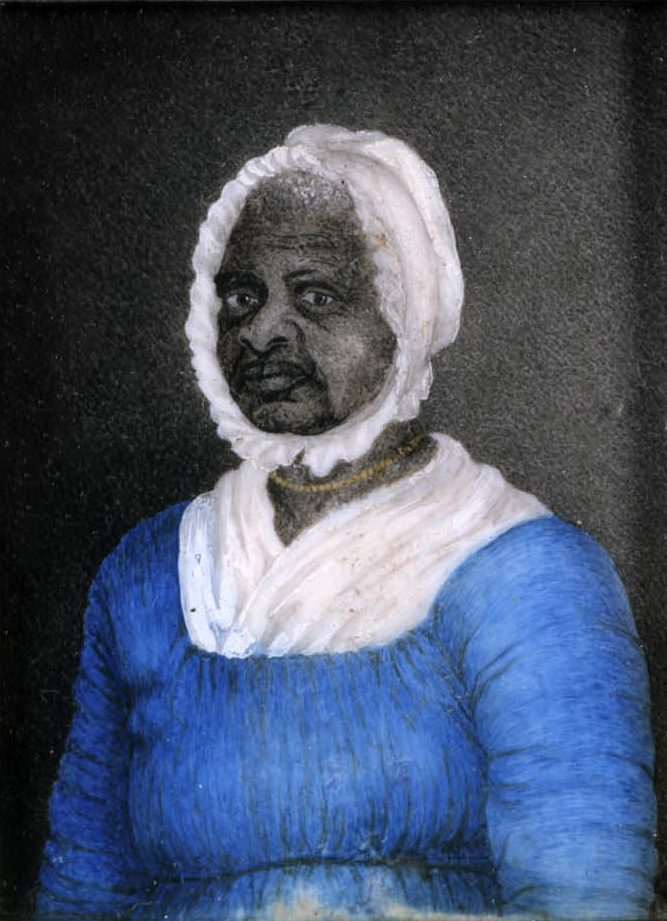
Elizabeth Freeman

Massachusetts war eine der dreizehn Kolonien, die sich während der Amerikanischen Revolution gegen die britische Herrschaft auflehnten. 1780 wurde die Verfassung von Massachusetts verabschiedet, die noch heute in Kraft und eine der ältesten modernen Verfassungen der Welt ist. Um 1800 lebten in Boston rund 1100 Afroamerikaner, die damit die größte geschlossenlebende Gruppe in Nordamerika darstellten. Um an sie zu erinnern, wurde der Black Heritage Trail eingerichtet. 1781 klagte die schwarze Sklavin Mum Bett auf Freilassung und gewann den Prozess auf Grundlage der Verfassung. Sie änderte ihren Namen in Elizabeth Freeman.

Im 18. und im frühen 19. Jahrhundert profitierte die Wirtschaft von Massachusetts vor allem vom Walfang der Insel Nantucket und der Städte New Bedford und Salem sowie von den Kabeljaufängen, deren weltweit beste Fanggründe damals dort vor der Küste lagen. Davon zeugen zahlreiche Darstellungen und Symbole dieses Fisches auf Münzen und als architektonische Ausschmückungen in der Hauptstadt Boston. Insbesondere der Sacred Cod of Massachusetts (dt. „Heiliger Kabeljau von Massachusetts“), ein geschnitzter Kabeljau im Repräsentantenhaus von Massachusetts, weist auf diese Tradition. 

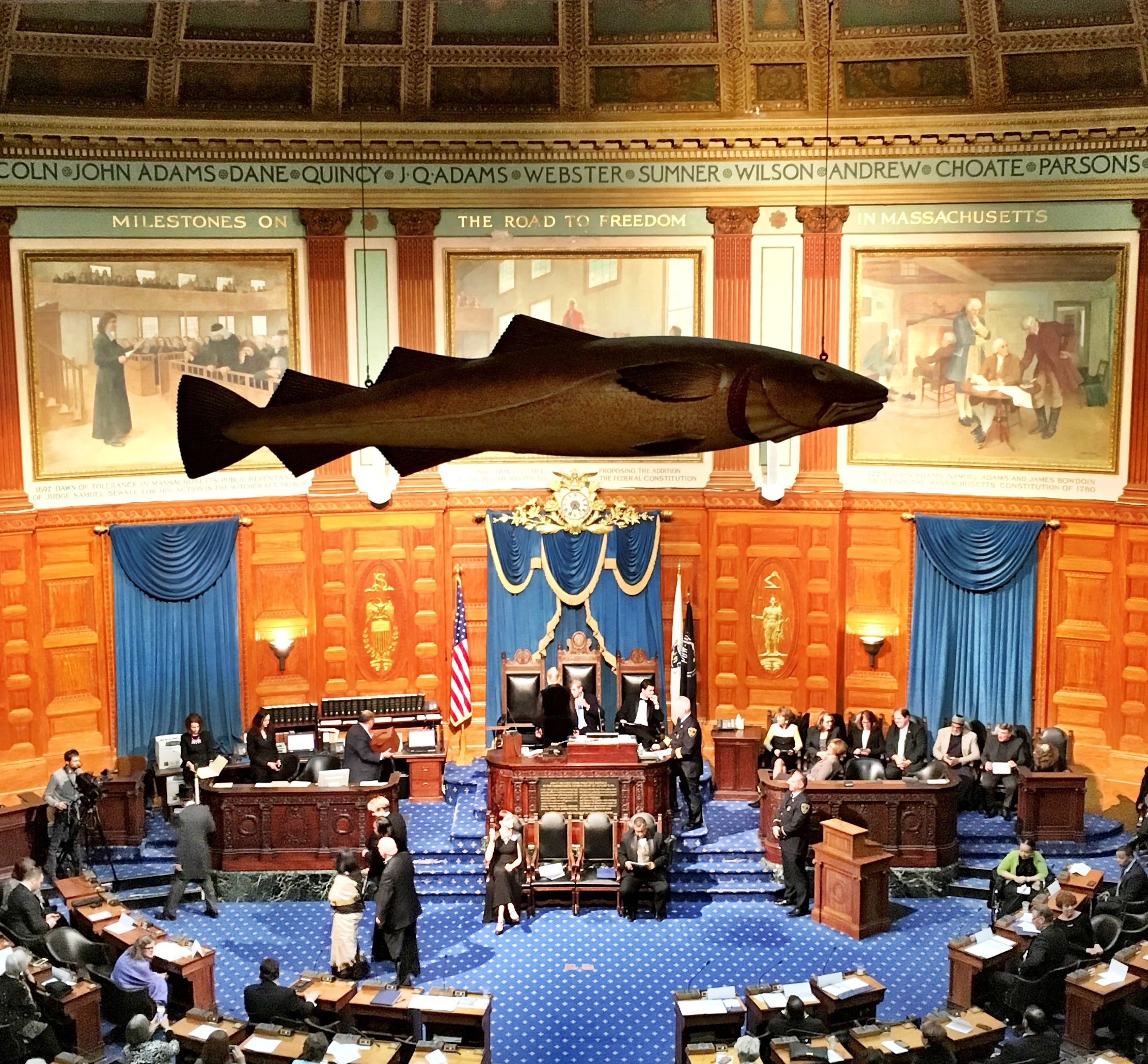
The Sacred Cod im Repräsentantenhaus von Massachusetts

### Bürgerkrieg bis 20. Jahrhundert
Der Bundesstaat Maine war bis 1820 ein Teil von Massachusetts, obwohl er nicht direkt daran angrenzte. Grund für die Abspaltung war der Antrag von Missouri auf Aufnahme in die Vereinigten Staaten. Da dadurch das 11:11-Gleichgewicht zwischen Befürwortern und Gegnern der Sklaverei gekippt worden wäre, wurde im Missouri-Kompromiss vereinbart, dass Maine abgetrennt und als nicht sklavenhaltender Staat aufgenommen wurde.
Während des 19. Jahrhunderts wurde Massachusetts der führende Staat für den Fortgang der industriellen Revolution. Zahlreiche Fabriken entstanden hier, sie produzierten Textilien, Papier, Werkzeuge und Schuhe. Vor dem Bürgerkrieg zählte Massachusetts zu den progressivsten Staaten in Sachen Abschaffung der Sklaverei. Henry David Thoreau und Ralph Waldo Emerson gehörten zu den führenden amerikanischen Denkern. Massachusetts war der erste Staat, der im Bürgerkrieg ein schwarzes Regiment, die legendäre 54th Massachusetts Volunteer Infantry unter Robert Gould Shaw aufstellte. Das Robert Gould Shaw Memorial im Boston Common erinnert an das 54. Regiment.
Im späten 19. Jahrhundert industrialisierte sich die Region um Boston und um Springfield, was zahlreichen Arbeitern, v. a. irischer und italienischer Herkunft, Arbeit bot, die die Zusammensetzung der Bevölkerung stark veränderte. Die Great Depression von 1929 traf Massachusetts schwer. Die Kennedy-Familie aus Massachusetts spielte eine wichtige Rolle in der amerikanischen Diplomatie und Politik. Ihre wichtigsten Vertreter waren Joseph P. Kennedy Sr., John F. Kennedy, Robert F. Kennedy, Ted Kennedy und Eunice Kennedy Shriver, Gründerin der Special Olympics.

### Jüngste Geschichte
1987 wurde mit den Arbeiten am Big Dig, einem aufwendigen Verkehrsprojekt in Boston, begonnen.

## Politik
| Jahr | Demokraten        | Republikaner      |
| ---- | ----------------- | ----------------- |
| 2024 | 61,22 % 2.126.545 | 36,02 % 1.251.308 |
| 2020 | 65,60 % 2.382.202 | 32,14 % 1.167.202 |
| 2016 | 60,01 % 1.995.196 | 32,81 % 1.090.893 |
| 2012 | 60,67 % 1.921.761 | 37,52 % 1.188.460 |
| 2008 | 61,80 % 1.904.098 | 35,99 % 1.108.854 |
| 2004 | 61,94 % 1.803.800 | 36,78 % 1.071.109 |
| 2000 | 59,80 % 1.616.487 | 32,50 % 0878.502  |
| 1996 | 61,47 % 1.571.763 | 28,09 % 0718.107  |
| 1992 | 47,54 % 1.318.662 | 29,03 % 0805.049  |
| 1988 | 53,23 % 1.401.415 | 45,37 % 1.194.635 |
| 1984 | 48,43 % 1.239.606 | 51,22 % 1.310.936 |
| 1980 | 41,75 % 1.053.802 | 41,90 % 1.057.631 |
| 1976 | 56,11 % 1.429.475 | 40,44 % 1.030.276 |
| 1972 | 54,20 % 1.332.540 | 45,23 % 1.112.078 |
| 1968 | 63,01 % 1.469.218 | 32,89 % 0766.844  |
| 1964 | 76,19 % 1.786.422 | 23,44 % 0549.727  |
| 1960 | 60,22 % 1.487.174 | 39,55 % 0976.750  |
| 1956 | 40,37 % 0948.190  | 59,32 % 1.393.197 |

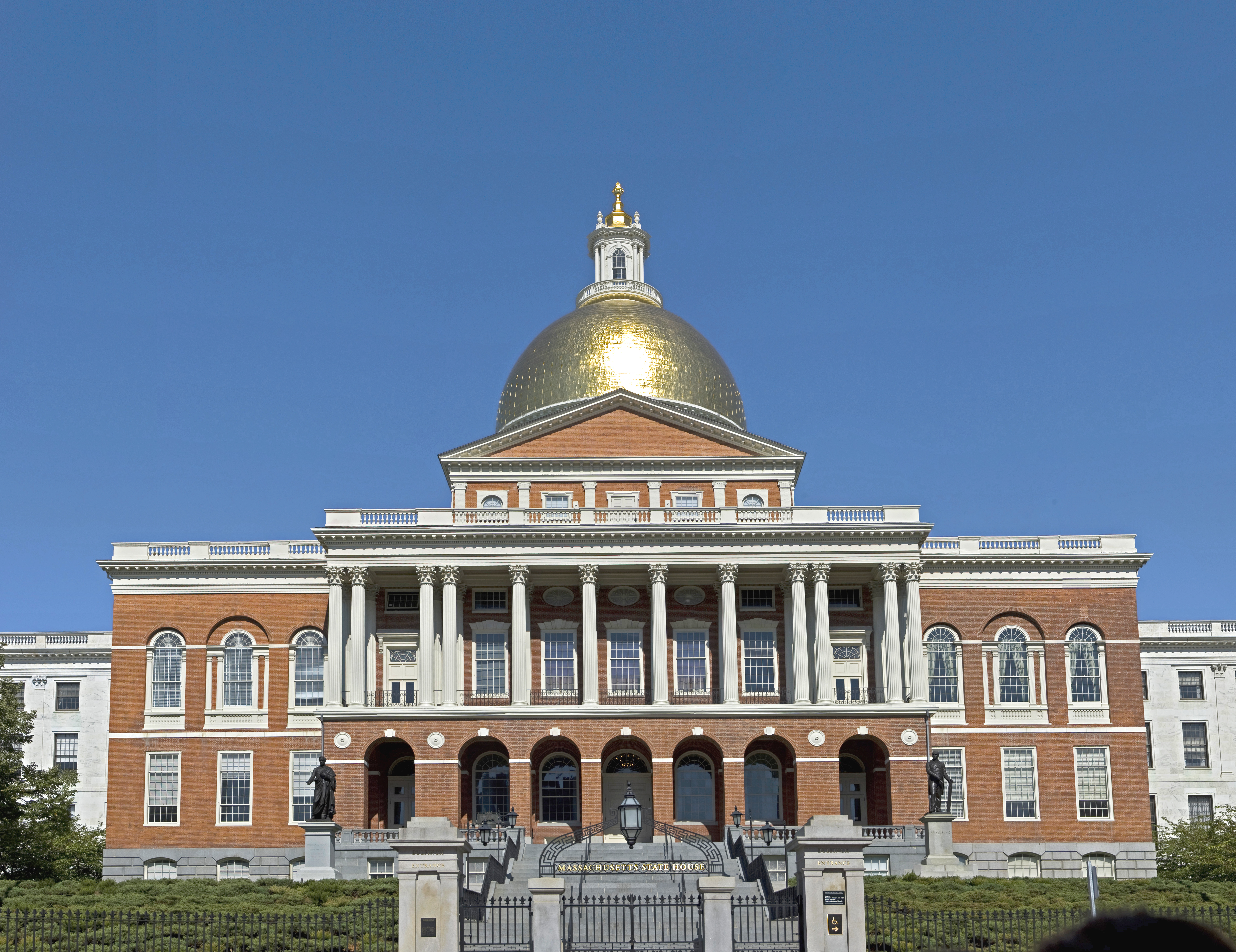
Massachusetts State House, Sitz des Massachusetts General Court, gegenüber dem Boston Common

Insgesamt, besonders bei landesweiten Wahlen, tendiert Massachusetts seit langem zur Demokratischen Partei. So ist seit 1997 aus den zehn Wahlkreisen des Staates kein einziger Republikaner in das Repräsentantenhaus gewählt worden. Die Republikaner haben den Staat Massachusetts bei Präsidentschaftswahlen seit dem Erdrutschsieg 1984 von Ronald Reagan gegen Walter Mondale nicht mehr gewinnen können. Die politische Landschaft des Staates hat neben den Kennedys weitere bekannte Demokraten wie Michael Dukakis und John Kerry hervorgebracht. Dementsprechend stellte der Sieg des Republikaners Scott Brown bei der Nachwahl um den Senatssitz des verstorbenen Edward Kennedy am 19. Januar 2010 eine große Überraschung dar. Allerdings wurde Brown nur zwei Jahre später von der Demokratin Elizabeth Warren abgelöst.
Insgesamt gilt das politische Klima in Massachusetts, besonders bei gesellschaftspolitischen Fragen, als sehr liberal und eher progressiv. Nach einer Entscheidung seines Obersten Gerichts von November 2003 war Massachusetts der erste Bundesstaat der USA, der die gleichgeschlechtliche Ehe erlaubte (in Kraft seit 17. Mai 2004). Weitere wichtige liberale Entscheide wurden in Massachusetts gefällt, so zum Beispiel die Verabschiedung einer Gesundheitsreform, die für alle Einwohner eine Grundabsicherung durch den Bundesstaat vorsieht, und dass Personen, die unterhalb der staatlich festgelegten Armutsgrenze leben, ihre Krankenversicherung bezahlt wird. 2008 stimmten die Bürger auch dafür, den Besitz von kleinen Mengen Marihuana zu entkriminalisieren.

### Gouverneure
- Liste der Gouverneure von Massachusetts
- Liste der Vizegouverneure von Massachusetts

### Kongress
- Liste der Senatoren der Vereinigten Staaten aus Massachusetts
- Liste der Mitglieder des US-Repräsentantenhauses aus Massachusetts

### Mitglieder im 119. Kongress
|  | Name                     | Mitglied seit | Parteizugehörigkeit |
|  | ------------------------ | ------------- | ------------------- |
|  | Richard Edmund Neal      | 2013          | Demokrat            |
|  | James Patrick McGovern   | 2013          | Demokrat            |
|  | Lori Ann Loureiro Trahan | 2019          | Demokratin          |
|  | Jacob Daniel Auchincloss | 2021          | Demokrat            |
|  | Katherine Marlea Clark   | 2013          | Demokratin          |
|  | Seth Wilbur Moulton      | 2015          | Demokrat            |
|  | Ayanna Soyini Pressley   | 2019          | Demokratin          |
|  | Stephen Francis Lynch    | 2019          | Demokrat            |
|  | William Richard Keating  | 2013          | Demokrat            |

|  | Name                 | Mitglied seit | Parteizugehörigkeit |
|  | -------------------- | ------------- | ------------------- |
|  | Elizabeth Ann Warren | 2013          | Demokratin          |
|  | Edward John Markey   | 2013          | Demokrat            |

### Todesstrafe
Die Todesstrafe wurde in Massachusetts 1984 formal abgeschafft, die letzte Hinrichtung erfolgte 1947. Allerdings wurde der in Massachusetts lebende Dschochar Zarnajew, einer der Attentäter des Anschlag auf den Boston-Marathon von 2013, 2015 zum Tod verurteilt; der Supreme Court bestätigte dieses Todesurteil 2022. Dies war möglich, da Zarnajew nicht nach dem Strafrecht von Massachusetts, sondern dem des Bundes angeklagt und verurteilt wurde; dieses sieht die Todesstrafe vor. Das Urteil ist bislang nicht vollstreckt.

## Wirtschaft und Infrastruktur
Wichtige Wirtschaftszweige sind
- elektrotechnische und elektronische Industrie
- Maschinenbau
- Metallindustrie
- Nahrungsmittelindustrie
- Seefischerei
- Textilindustrie

Massachusetts gehört zu den vermögendsten Bundesstaaten der USA. 2016 betrug die Wirtschaftsleistung Massachusetts 724 Milliarden USD, womit es die elfthöchste Wirtschaftsleistung der Bundesstaaten der USA hatte und einen Anteil von 2,75 % an der gesamten amerikanischen Wirtschaft hielt. Als eigenes Land gezählt, wäre die Wirtschaftsleistung von Massachusetts ungefähr so groß wie die Schwedens. Das reale Bruttoinlandsprodukt pro Kopf (engl. per capita GDP) lag im Jahre 2016 bei USD 74.564 (nationaler Durchschnitt der 50 US-Bundesstaaten: USD 57.118; nationaler Rangplatz: 2). Die Arbeitslosenquote lag im November 2017 bei 3,6 % (Landesdurchschnitt: 4,1 %).

## Bildung
Massachusetts ist einer der stärksten Bildungsstandorte in den USA. Die wichtigsten staatlichen Hochschulen sind in der University of Massachusetts (UMass) mit Hauptstandort in Amherst zusammengefasst. Zu den bekanntesten privaten Hochschulen gehören die in Cambridge bei Boston gelegene Harvard University und das Massachusetts Institute of Technology (MIT). Weitere bekannte private Hochschulen sind die Boston University, das Boston College, die Brandeis University, die Northeastern University, die Suffolk University und die Tufts University. Außerdem befinden sich mit dem Amherst College und dem Williams College die beiden angesehensten Liberal-Arts-Colleges der USA in Massachusetts. Diese und weitere Hochschulen sind in der Liste der Universitäten in Massachusetts verzeichnet.